# Gemeentehuis van Elsene
Het gemeentehuis van Elsene (Frans: Maison communale d'Ixelles) is een 19e-eeuws gebouw in de Belgische gemeente Elsene in het Brussels Hoofdstedelijk Gewest. Het gebouw staat aan het Fernand Cocqplein.

## Geschiedenis
De eerste naam van het gebouw was Pavillon Malibran, naar de befaamde prima donna Maria Malibran die het in 1833 liet optrekken. Ze was op dat ogenblik verwikkeld in een aanslepende echtscheiding en zou pas in 1836 kunnen trouwen met haar nieuwe geliefde, de Belgische vioolvirtuoos Charles de Bériot. Hij was eigenlijk degene die in 1833 architect Charles Vander Straeten belast had met de bouw van het neoclassicistische landhuis in Elsene, waar ook Malibrans moeder Joaquina en haar zus Pauline kwamen inwonen.
Na de dramatische dood van La Malibran leerde Bériot in 1840 zijn nieuwe vrouw Maria Huber kennen, met wie hij verhuisde haar het Hôtel de Bériot in Sint-Joost-ten-Node. Hij behield het huis in Elsene als een campagne. In 1849 deed de met een oogkwaal kampende musicus zijn beide woningen van de hand. De gemeente Elsene kocht het Pavillon Malibran voor 82.500 frank en maakte van de driehoekige tuin openbare ruimte, het huidige Fernand Cocqplein. Er kwam een uurwerk op het dak en een gevangenis in de kelders. Later gaven meer ingrijpende bouwcampagnes gestalte aan de gewijzigde bestemming (toevoeging van een langgerekte achterbouw in de jaren 1860-1870 en van een politiecommissariaat in 1890; gevelopsmuk en lokettenzaal in 1905-10).

## Beschrijving
De raadzaal heeft een interieur ontworpen door Jules Brunfaut (1892-94) en een buste van Malibran door Jacques Jaquet. De muurdecoratie van Alphonse Boelens dateert uit 1910.